# بني الجابري (عبس)

تعديل مصدري - تعديل

بني الجابري هي إحدى قرى عزلة بني عضابي بمديرية عبس التابعة لمحافظة حجة، بلغ تعداد سكانها 505 نسمة حسب تعداد اليمن لعام 2004.